# NGC 2931
NGC 2931 ist eine Spiralgalaxie mit ausgedehnten Sternentstehungsgebieten vom Hubble-Typ Sbc im Sternbild Löwe auf der Ekliptik. Sie ist schätzungsweise 331 Millionen Lichtjahre von der Milchstraße entfernt und hat einen Durchmesser von etwa 80.000 Lj. Gemeinsam mit NGC 2929 und NGC 2930 bildet sie das gravitativ gebundene Galaxientrio Holm 134.
Das Objekt wurde am 21. Februar 1863 von Heinrich d’Arrest entdeckt.